# Maritimt Center (Esbjerg)
Maritimt Center er et fritids, sports- og kulturcenter beliggende i Esbjerg i umiddelbar tilknytning til lystbådehavnen på den kunstige ø der er en del af den rekreative udvidelse af Esbjerg Havn kaldet Esbjerg Strand.
Centeret huser ved dets indvielse den 21. januar 2023 otte havnerelaterede foreninger, samt tilbyder diverse faciliteter til brug for gæster i lystbådehavnen og den generelle offentlighed, der har fri adgang til centrets åbne indre rum.

## Priser
Byggeriet blev i slutningen af 2023 tildelt prisen for Årets byggeri 2023, og er også blevet præmieret af Esbjerg Kommunes Byfond for innovativ arkitektur, samt vundet Danish Wood Award 2023. Internationalt har bygningen også vundet hæder i en arkitekturkonkurrence  for sportsfaciliteter arrangeret af bl.a. Den Internationale Olympiske Komité (IOC IPC IAKS Architecture Prize).